# Guardia de la Knéset

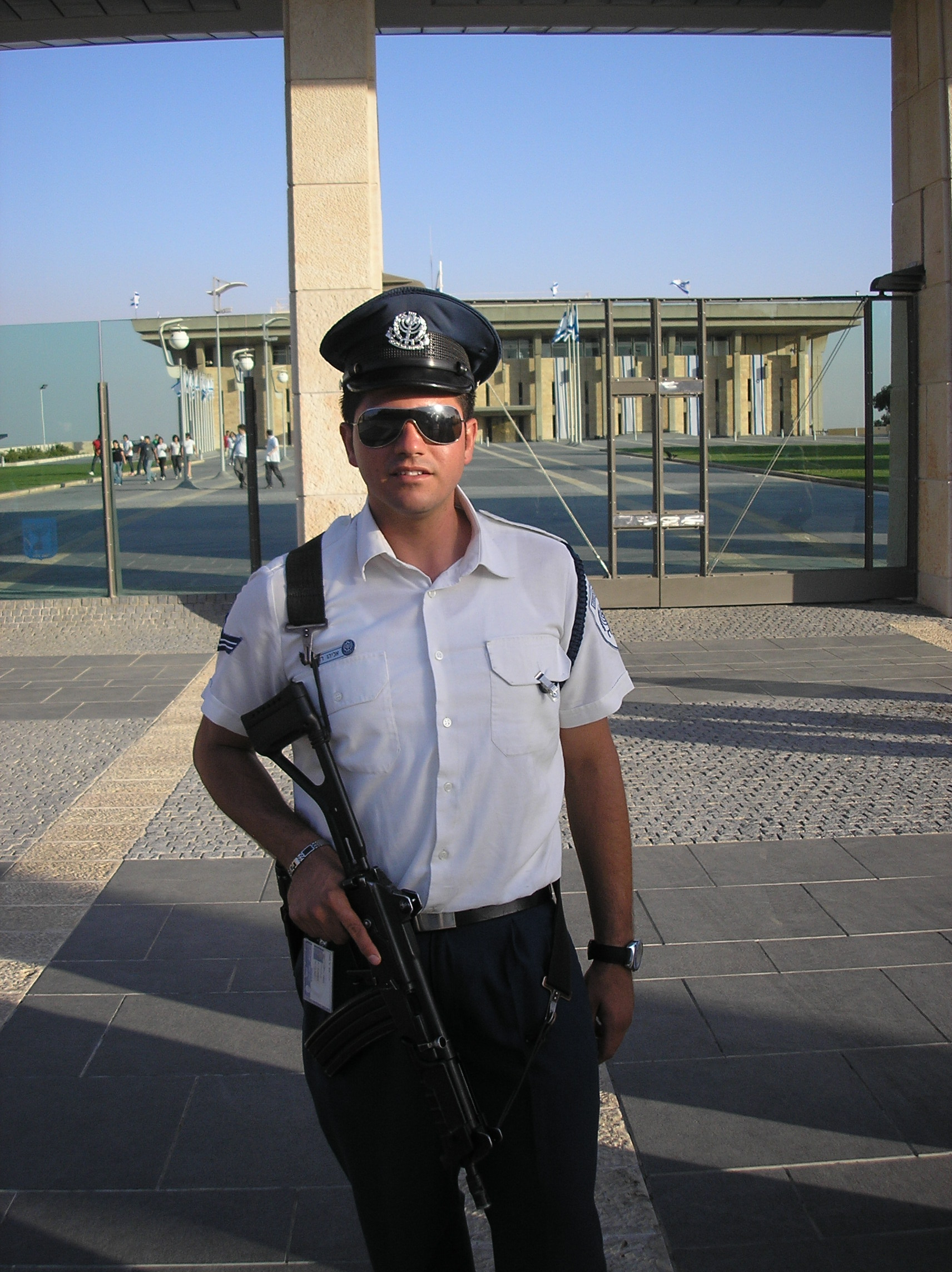
Guardia del Knesset

La Guardia de la Knéset (en hebreo: Mishmar HaKnesset ) es una organización responsable de la seguridad de la Knéset y la protección de sus miembros (diputados). La Guardia de la Knesset no es una unidad militar. Los guardias están apostados fuera del edificio, y los ujieres están en servicio en el interior. El comandante de la fuerza se llama el Sargento de Armas ("קצין הכנסת" ("katzin-ha Knesset"), literalmente, "oficial de la Knesset").
Además de sus deberes cotidianos, la Guardia de la Knesset juega un papel ceremonial, saludando a dignatarios y participando en la ceremonia anual en el Monte Herzl en la víspera del Día de la Independencia de Israel.